# Dušan Poliačik
Dušan Poliačik (Dobroč, 11 febbraio 1955) è un ex sollevatore cecoslovacco medagliato olimpico e mondiale che ha gareggiato nella categoria dei pesi massimi leggeri (fino a 82,5 kg.).

## Carriera
Cominciò a praticare il sollevamento pesi all'età di 16 anni e dopo un solo anno di allenamenti forniva già buone prestazioni nelle gare nazionali.
Ispirandosi all'ex campione olimpico cecoslovacco Hans Zdražila, nel corso degli anni migliorò le proprie prestazioni fino al 1979, anno in cui si aggiudicò le sue prime medaglie in competizioni internazionali di primo livello, ovvero la medaglia di bronzo ai Campionati europei di Varna con 340 kg. nel totale, dietro al bulgaro Blagoj Blagoev (380 kg.) ed al polacco Paweł Rabczewski (352,5 kg.), e qualche mese dopo un'altra medaglia di bronzo ai Campionati mondiali di Salonicco con 350 kg. nel totale.
Nel 1980 Poliačik partecipò alle Olimpiadi di Mosca dove confermò la propria posizione a livello mondiale, vincendo la medaglia di bronzo con 367,5 kg. nel totale, alle spalle del sovietico Jurij Vardanjan (400 kg.) e di Blagoev (372,5 kg.). In quell'edizione dei Giochi, la competizione olimpica di sollevamento pesi era valida anche come Campionato mondiale.
L'anno seguente Poliačik ottenne ancora una medaglia di bronzo ai Campionati mondiali ed europei di Lilla con 367,5 kg. nel totale.
Nel 1982 si infortunò ad un ginocchio, dopodiché non ebbe più risultati di rilievo. Nel 1983 fuggì dalla Cecoslovacchia e si rifugiò nella Germania Ovest.